# بروجيكت نو 9
بروجيكت نو.9 (باليابانية: 株式会社project No.9، بالروماجي: Kabushiki-gaisha Purojekuto Nanbā Nain) (بالإنجليزية: Project No.9)‏ هو استوديو رسوم متحركة ياباني، تأسس في 9 فبراير عام 2009، ويقع مقره في مدينة سوغينامي في طوكيو.

## أعمال الاستوديو

### مسلسلات أنمي تلفزيونية
- روكيوبو! (2011 بالتعاون مع استوديو بلانك)
- فتيات ما وراء الأرض القاحلة (2016)[1]
- أعمال الريوؤو! (2018)[2]
- باستيل ميموريز (2019)
- حارسات التوجي (2019)[3]
- عباقرة الثانوية يعيشون بسهولة في العالم الآخر (2019)
- شخصية الدرجة المنخفضة توموزاكي (2021)[4]
- حلقت فجلبت فتاة مدرسة ثانوية إلى المنزل. (2021)[5]

## وصلات خارجية
- الموقع الرسمي باللغة اليابانية
- بروجيكت نو 9 على موقع IMDb (الإنجليزية)
- بروجيكت نو 9 على موقع ANN company (الإنجليزية)